# Robert Warwick
Robert Warwick (Sacramento, 9 d'octubre de 1878 – Los Angeles, 6 de juny de 1964) va ser un actor de teatre, cinema i televisió. Galant molt popular durant l'època del cinema mut, va ser un reconegut actor de repartiment després del pas al sonor gràcies a la seva poderosa veu. Entre les pel·lícules sonores en que va intervenir es poden destacar “Les aventures de Robin Hood” (1938), “El falcó del mar” (1940), “Sullivan's Travels” (1941), “M'he casat amb una bruixa” (1942) o "In a Lonely Place" (1950).

## Biografia
Robert Taylor Bien, fill d'una família d'ascendència alemanya, va néixer a Sacramento el 1878, tot i que segons algunes fonts va néixer a San Francisco. De ben jove va destacar per la seva bona veu de baríton cantant en el cor de l'església. Els seus pares volien que fos cantant d'òpera i fins i tot va viatjar a Europa per estudiar cant. Tot i això també es va graduar per la Universitat a Califòrnia. Va ser com a cantant que va canviar aleshores el seu nom pel nom artístic de Robert Warwick. A Paris va conèixer Arline Peck, filla d'un multimillonari de Chicago que actuava com a comissionat a l'Exposició Universal de París, i es van casar tot i les objeccions paternes. Atrapat per la vida bohèmia, i com comentaria posteriorment en una entrevista, “més que estudiar cant, vaig estudiar París, i en conseqüència vaig perdre la veu”. De retorn als Estats Units va entrar en contacte amb el món del teatre començant la seva carrera amb l'obra de Clyde Fitch, “Glad of It,” al Savoy Theater de Nova York el 1903. El seu debut va coincidir amb el d'un altre debutant: John Barrymore.
El seu primer paper com a protagonista a Broadway va ser a “The Education of Mr. Pipp” dos anys després. També va interpretar Alexis Varonsky a “Anna Karenina”, i va tenir un paper a “The Worth of a Woman.” Durant les seves gires pel país, Warwick va començar una relació amb Josephine Cunningham, una corista que havia començat a treballar amb Anna Held fins a casar-se amb un milionari, George Whittell, Jr. Arline va demanar el divorci acusant-lo de deserció i Warwick el va acceptar, passant a la seva exdona una pensió de 3000 dòlars i cedint la custòdia de la seva filla Rosalind, aleshores de 6 anys. Warwick i Josephine es van casar la primavera del 1910.
El 1911 Warwick va sentir retornar la seva veu i va fer un gir cap a la comèdia musical amb “The Balkan Princess” amb Louise Guning i “The Kiss Waltz” també a Broadway. També va actuar en la reposició de l'obra de William A. Brady “Rosedale” i el 1913 tenia el paper protagonista junt amb Frances Starr a “The Secret”. També va participar en el revival de Frohman i Belasco “A Celebrated Case” el 1915 i l'any següent obtenia el paper protagonista amb Grace George a “Captain Brassbound's Conversion”. Warwick actuaria regularment a Broadway durant els següents 25 anys, amb algunes pauses per actuar en el cinema i durant la Primera Guerra Mundial.
El 1914 Robert Warwick estava actuant en diferents obres produïdes per William A. Brady a Broadway i d'una manera quasi natural, aquest el va contractar per actuar en les seves pel·lícules dins el paraigües de la World Pictures. La seva primera pel·lícula va ser "The Dollar Mark". Després de la seva segona pel·lícula, "The Man of the Hour" (1914), Warwick va signar un contracte d'exclusivitat amb la World que el convertia el l'actor de teatre millor pagat per fer pel·lícules en les seves estones lliures. Aviat va ser considerat un dels galants de l'època i se centrà en l'actuació cinematogràfica.
En deixar la World va fundar la seva pròpia companyia, la Robert Warwick Film Company però va filmar únicament 4 pel·lícules abans no fos adquirida per Lewis J. Selznick. En aquell moment va abandonar Hollywood per servir durant la Primera Guerra Mundial. Durant la guerra va arribar a tenir el grau de comandant i va formar part del staff del general John J. Pershing, que va comandar la força expedicionària del seu país durant la Primera Guerra Mundial.

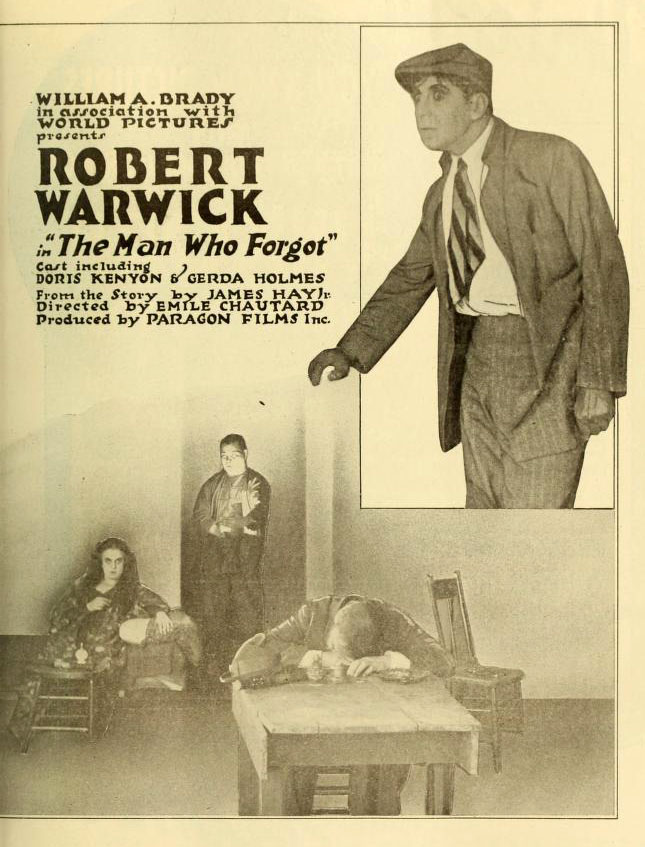
Robert Warwick en un anunci de la pel·lícula "The Man Who Forgot" (1917)

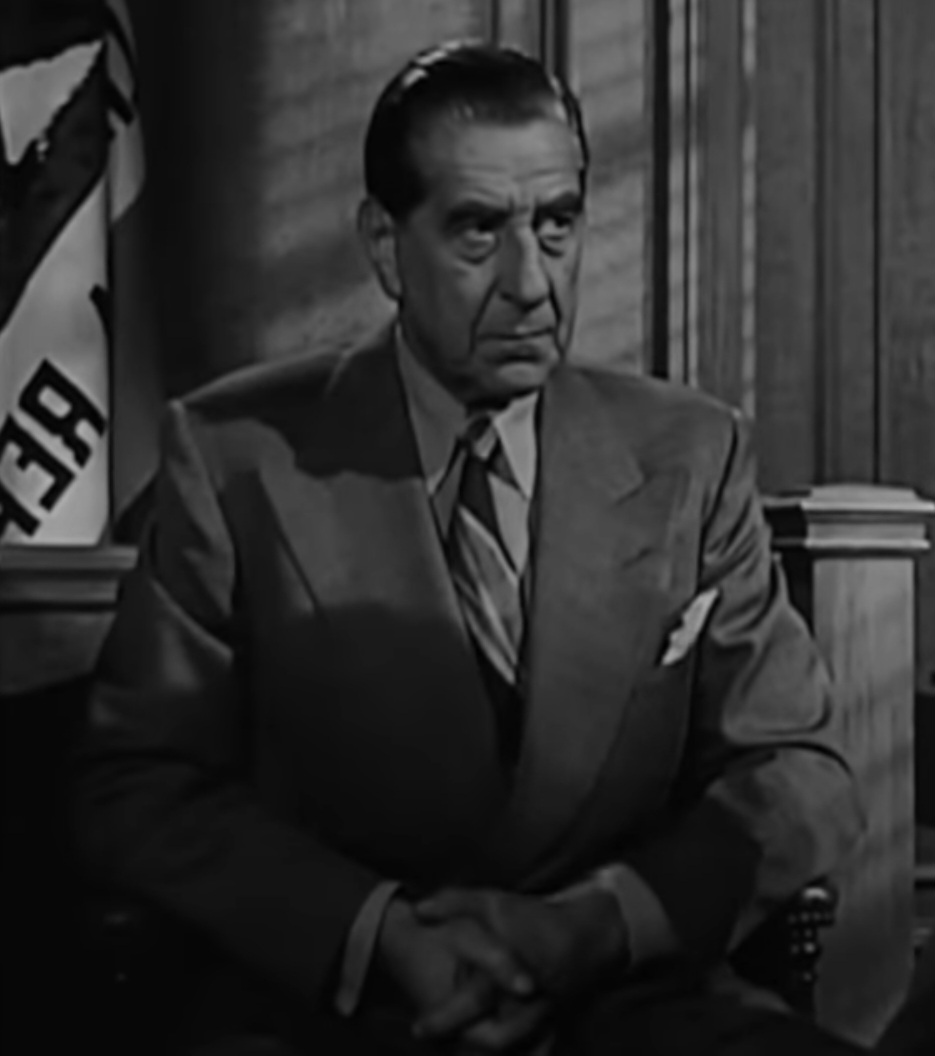
Fotograma de la pel·lícula Impact (1949)

A principis dels anys 20 es va retirar del cinema i va centrar la seva carrera en el teatre durant uns 10 anys. En tornar, la seva veu ben modulada li va donar una entrada ideal per al cinema sonor i va participar en múltiples pel·lícules encara que moltes vegades en papers petits i no acreditats. Encara es va casar una vegada més, amb Stella Lattimore que va morir el 1960. A la dècada dels 50 i dels 60 va actuar per diferents sèries de televisió com “La dimensió desconeguda” o “Maverick”. Warwick va morir a Los Angeles el 6 de juny de 1964 als 85 anys.

## Filmografia

### Cinema mut
- The Dollar Mark (1914)
- The Man of the Hour (1914)
- Across the Pacific (1914) (no acreditat)
- Alias Jimmy Valentine (1915)
- The Man Who Found Himself (1915)
- An Indian Diamond (1915)
- The Face in the Moonlight (1915)
- The Stolen Voice (1915)
- The Flash of an Emerald (1915)
- The Sins of Society (1915)
- Fruits of Desire (1916)
- The Supreme Sacrifice (1916)
- Human Driftwood (1916)
- Sudden Riches (1916)
- Friday the Thirteenth (1916)
- The Heart of a Hero (1916)
- All Man (1916)
- The Man Who Forgot (1917)
- A Girl's Folly (1917)
- The Argyle Case (1917)
- Hell Hath No Fury (1917)
- The Family Honor (1917)
- The False Friend (1917)
- The Silent Master (1917)
- The Mad Lover (1917)
- The Accidental Honeymoon (1918)
- Secret Service (1919)
- Told in the Hills (1919)
- In Mizzoura (1919)
- An Adventure in Hearts (1919)
- The Tree of Knowledge (1920)
- Jack Straw (1920)
- Thou Art the Man (1920)
- The City of Masks (1920)
- The Fourteenth Man (1920)
- The Spitfire (1924)

### Cinema sonor
- Unmasked (1929)
- The Royal Bed (1931)
- Not Exactly Gentlemen (1931)
- A Holy Terror (1931)
- The Woman from Monte Carlo (1932)
- So Big! (1932)
- The Rich Are Always with Us (1932)
- The Dark Horse (1932)
- Unashamed (1932)
- Doctor X (1932)
- The Girl from Calgary (1932)
- I Am a Fugitive from a Chain Gang (1932)
- Afraid to Talk (1932)
- Silver Dollar (1932)
- The Secrets of Wu Sin (1932)
- Frisco Jenny (1932) (no acreditat)
- Ladies They Talk About (1933) (no acreditat)
- Racetrack (1933) (no acreditat)
- Els tres mosqueters (The Three Musketeers) (1933, serial, capitol 1)
- The Whispering Shadow (1933, Serial)
- Fighting with Kit Carson (1933) (no acreditat)
- Pilgrimage (1933)
- The Power and the Glory (1933) (no acreditat)
- Charlie Chan's Greatest Case (1933)
- Female (1933) (no acreditat)
- Jimmy the Gent (1934) (no acreditat)
- School for Girls (1934)
- No Sleep on the Deep (1934)
- Midnight Alibi (1934) (no acreditat)
- The Dragon Murder Case (1934)
- Cleopatra (1934)
- A Shot in the Dark (1935)
- The Little Colonel (1935)
- Night Life of the Gods (1935)
- Code of the Mounted (1935)
- The Murder Man (1935)
- Hop-Along Cassidy (1935)
- The Farmer Takes a Wife (1935)
- Anna Karenina (1935) (no acreditat)
- Bars of Hate (1935)
- Timber War (1935)
- The Fighting Marines (1935, serial)
- A Thrill for Thelma (1935) (no acreditat)
- Whipsaw (1935)
- A Tale of Two Cities (1935)
- Tough Guy (1936)
- The Return of Jimmy Valentine (1936)
- Sutter's Gold (1936)
- The Bride Walks Out (1936)
- Maria Estuard (Mary of Scotland) (1936)
- Charlie Chan at the Race Track (1936 (no acreditat)
- Romeo and Juliet (1936)
- The Vigilantes Are Coming (1936, serial)
- Bulldog Edition (1936)
- In His Steps (1936)
- Adventure in Manhattan (1936)
- White Legion (1936)
- Can This Be Dixie? (1936)
- The Bold Caballero (1936)
- Give Me Liberty (1936)
- High Hat (1937)
- Woman in Distress (1937) (no acreditat)
- Let Them Live (1937)
- The Prince and the Pauper (1937)
- The Road Back (1937)
- Souls at Sea (1937) (no acreditat)
- The Life of Emile Zola (1937)
- Jungle Menace (1937, serial)
- Fit for a King (1937)
- Counsel for Crime (1937)
- The Trigger Trio (1937)
- The Awful Truth (1937)
- Conquest (1937) (no acreditat)
- The Spy Ring (1938)
- Les aventures de Robin Hood (1938)
- Law of the Plains (1938)
- Blockade (1938)
- Squadron of Honor (1938)
- Come On, Leathernecks! (1938)
- Army Girl (1938)
- Gangster's Boy (1938)
- Annabel Takes a Tour (1938) (no acreditat)
- Going Places (1938)
- Fighting Thoroughbreds (1939) (no acreditat)
- Devil's Island (1939)
- Almost a Gentleman (1939)
- Juarez (1939) (no acreditat)
- The Magnificent Fraud (1939)
- In Old Monterey (1939)
- Konga, the Wild Stallion (1939)
- The Ash Can Fleet (1939) (no acreditat)
- The Private Lives of Elizabeth and Essex (1939)
- La Inmaculada (1939)
- The Earl of Chicago (1940) (no acreditat)
- Teddy, the Rough Rider (1940, Short) (no acreditat)
- Murder in the Air (1940)
- On the Spot (1940)
- New Moon (1940)
- El falcó del mar (The Sea Hawk) (1940)
- El gran McGinty (The Great McGinty) (1940) (no acreditat)
- A Dispatch from Reuter's (1940) (no acreditat)
- Christmas in July (1940) (no acreditat)
- The Lady Eve (1941) (no acreditat)
- A Woman's Face (1941)
- This England (1941) (no acreditat)
- I Was a Prisoner on Devil's Island (1941)
- Sullivan's Travels (1941)
- Louisiana Purchase (1941)
- Cadets on Parade (1942)
- The Fleet's In (1942)
- Eagle Squadron (1942)
- Secret Enemies (1942)
- The Palm Beach Story (1942)
- M'he casat amb una bruixa (I Married a Witch) (1942)
- Tennessee Johnson (1942)
- Two Tickets to London (1943)
- Dixie (1943)
- Women at War (1943, Short)
- Deerslayer (1943)
- In Old Oklahoma (1943) (no acreditat)
- Man from Frisco (1944)
- Visca l'heroi victoriós (Hail the Conquering Hero) (1944) (no acreditat)
- Kismet (1944)
- Bowery to Broadway (1944)
- La princesa i el pirata (The Princess and the Pirate) (1944)
- Sudan (1945)
- Criminal Court (1946)
- The Falcon's Adventure (1946)
- Gentleman's Agreement (1947) (no acreditat)
- Pirates of Monterey (1947)
- Fury at Furnace Creek (1948)
- Els tres mosqueters (The Three Musketeers) (1948) (no acreditat)
- Million Dollar Weekend (1948)
- Adventures of Don Juan (1948)
- Gun Smugglers (1948)
- El secret d'una dona (A Woman's Secret) (1949)
- Impact (1949)
- Francis (1950)
- In a Lonely Place (1950)
- Tarzan and the Slave Girl (1950)
- Vendetta (1950)
- Sugarfoot (1951)
- The Sword of Monte Cristo (1951)
- The Mark of the Renegade (1951)
- The Star (1952)
- Against All Flags (1952)
- The Mississippi Gambler (1953)
- Salome (1953) (no acreditat)
- Jamaica Run (1953)
- Raiders of the Seven Seas (1953) (no acreditat)
- Fort Algiers (1953)
- The Story of Father Juniper Serra (1954, per a la TV)
- Silver Lode (1954)
- Passió (Passion) (1954) (no acreditat)
- Fugida a Birmània (Escape to Burma) (1955)
- Chief Crazy (1955)
- The Hammer and the Sword (1955, per a la TV)
- Lady Godiva of Coventry (1955)
- Mentre Nova York dorm (While the City Sleeps) (1956)
- Walk the Proud Land (1956)
- Shoot-Out at Medicine Bend (1957)
- El bucaner (The Buccaneer) (1958)
- Night of the Quarter Moon (1959)
- It Started with a Kiss (1959)